# Théorème de Monsky

Une équidissection d'un carré en 6 triangles.

En mathématiques, et plus précisément en géométrie, le théorème de Monsky affirme qu'il est impossible de partitionner un carré en un nombre impair de triangles de même aire.
Autrement dit, un carré n'admet pas d'équidissection impaire.
La question fut posée par Fred Richman dans l'American Mathematical Monthly en 1965, et le résultat démontré par Paul Monsky (en) en 1970,.

## Démonstration
La démonstration de Monsky combine des techniques d'algèbre et d'analyse combinatoire ; la voici dans ses grandes lignes :
1. Sans perte de généralité, on considère le carré unité de sommets en (0,0), (0,1), (1,0) et (1,1) ; dans une dissection en n triangles de même aire, chaque triangle est donc d'aire 1/n.
2. On utilise la valuation 2-adique[4] des coordonnées de chaque point du carré pour colorier ce point avec une couleur parmi trois couleurs distinctes.
3. On montre qu'une droite ne contient que des points ayant deux couleurs différentes seulement.
4. Le lemme de Sperner montre que toute triangulation du carré en triangles ayant des côtés communs doit contenir au moins un triangle dont les trois sommets sont de couleurs distinctes.
5. On utilise la propriété de coloration des droites pour en déduire qu'il existe un tel triangle tri-coloré dans toute triangulation, même si les triangles ne sont pas bord à bord.
6. Un calcul algébrique montre que la valuation 2-adique de l'aire d'un triangle tri-coloré est supérieure à 1, et donc que toute dissection doit contenir au moins un triangle de valuation > 1.
7. La valuation 2-adique de 1/n est 1 si n est impair, ce qui achève la démonstration[5].

## Généralisations
Le théorème se généralise en dimension quelconque (sans grande modification de la démonstration) : un hypercube de dimension d ne peut être subdivisé en n simplexes de même volume que si n est un multiple de {\displaystyle d!=1\times 2\times 3\times \dots \times d}.